# Jelenia Góra
Jelenia Góra (németül Hirschberg im Riesengebirge, csehül Jelení Hora, régebben Hiršberk, Hornšperk, latinul Hyrsbergensium) város Lengyelország délnyugati részén, az alsó-sziléziai vajdaságban, az Óriás-hegység csúcsai között fekvő völgyben, a Bóbr folyó partján. A város az Óriás-hegységi Nemzeti Park (Karkonoski Park Narodowy) központja, valamint a Nysa Eurorégió fővárosa.
Jelenia Góra 1975-1998 között a jelania-górai vajdaság központja volt, jelenleg járási jogú város.

## A város nevének eredete
A város neve a történelmi források szerint egyértelmű. Német neve Hirschberg, melyet a századok folyamán másképp és másképp írtak (például 1281-ben Hyrzberc, 1305-ben Hyrspergk, 1355-ben Hirssbergk, 1521-ben Hirsberg volt). 1945-ben, mikor a terület Lengyelországhoz került, egyszerűen lengyelre fordították Jelenia Góraként (magyarul Szarvashegy). A XVI. és XVII. században a latin Mons Cervi, Cervimontia, Mons Cervinus és Cervigera nevet használták.

## Földrajzi helyzete
A város a jelenia-górai völgy északi részén fekszik. Nyugatról a 332 m magas Iser-hegység (lengyelül Góry Izerskie, csehül Jizerské hory, németül Isergebirge), keletről a Janowicki-érchegység (lengyelül Rudawy Janowickie, németül Landeshuter Kamm, csehül Janovické rudohoří) és délről az Óriás-hegység (lengyelül Karkonosze, csehül Krkonoše, németül Riesengebirge határolja. A város központja mintegy 1 km-re keletre fekszik attól a ponttól, ahol a Kamienna folyócska beömlik a Bóbrba.

## Népesség
Az első adatok a XVI. század közepéről maradtak fenn, amikor a városnak mintegy 3500 lakosa volt. A XVIII-XIX. század fordulóján a népesség már elérte a 6000-es számot, mely a XX. század elejére 20 000-re nőtt. Az első világháború éveiben a lakosság létszáma nem változott, majd fokozatosan emelkedett, 1939-ben már több, mint 35 000-re nőtt. A II. világháború után 39 000 fő lakott a városban, melyből több, mint 31 000 lengyel nemzetiségű volt. Miután 1975-ben megszervezték a jelenia-górai vajdaságot és a városhoz több környező helységet csatoltak, a népesség 80 000-re nőtt. A későbbiekben tovább nőtt a lakosság száma főképpen további falvaknak a városhoz történt csatolása révén. A népesség legnagyobb létszámát 1996-ban érte el: 93 570 főt. 1998 után, mikor a város elvesztette korábbi vajdasági székhely státusát az alsó-sziléziai vajdaság megalakulásával, a népesség fokozatosan csökken, 2004 decemberében már csak 87 643 főt tett ki és azóta is csökken.

## Története
Piotr Pregiel és Tomasz Przerwa a Szilézia történetéről írt művükben megemlítik, hogy III. Ferdeszájú Boleszláv a csehek elleni hadjáratát Jelenia Górából indította 1110-ben. Johann Karl Herbst német szerző 1847-ben megjelent történelmi művében ír arról a mondáról, hogy a várost III. Boleszláv alapította 1108-ban. Ma erre a mondára hivatkozva ünneplik a város alapításának évfordulóját. Weczerka, Badstübner, Franke, Popp, von Winterfeld német és Tomaszewski lengyel szerzők azonban rámutatnak, hogy a várost csak röviddel 1281 előtt alapították a német expanzió során. 1281-ben a települést először említik Hyrzberc néven, majd 1288-ban a latin Hyrsbergensium néven. Amikor a sziléziai Piast-dinasztia Habsburg Ágnessel, az utolsó Świdnica-Jawor (Schweidnitz- Jauer) hercegnő elhunytával kihalt, a várost Csehországhoz csatolták, melyben akkor a Luxemburg-dinasztia uralkodott.

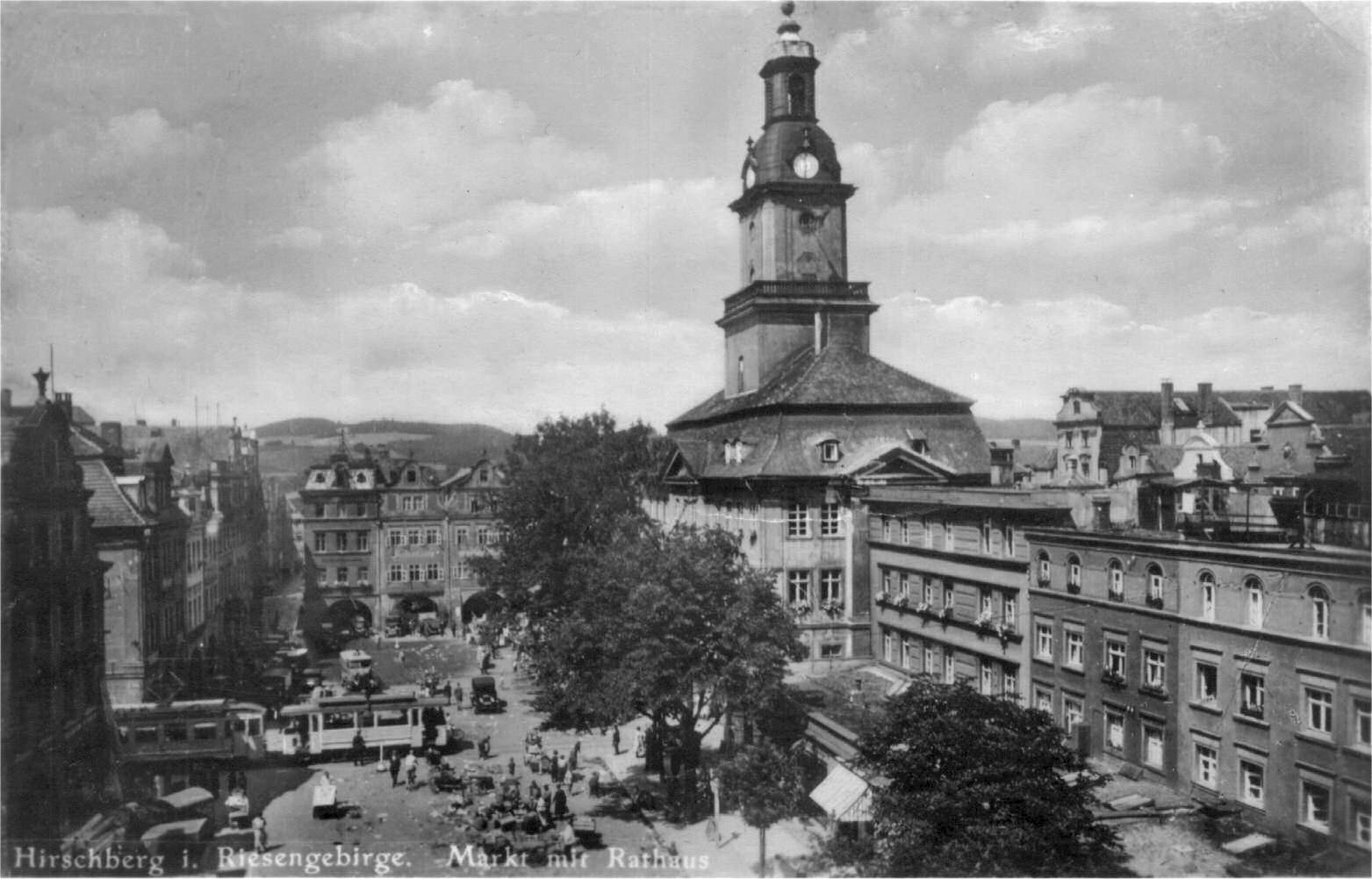
A városháza az 1930-as években.

A várost a Habsburgok örökölték 1526-ban, két évvel később a lakosság áttért a protestáns hitre. 1566-ban protestáns iskolát alapítottak. 1560-ban tűzvész pusztította el a város nagy részét és ez megállította a gazdasági növekedést, melyet a vászonszövés alapozott meg. Újbóli fellendülés Jachim Girnthnek egy cipésznek köszönhető, aki Hollandiai útjáról visszatérve behozta a fátyolszövést. Az első könnyű fátylak 1625-ben készültek el és öt évvel később II. Ferdinánd német-római császár a fátyolkészítésre az egész birodalomra érvényes privilégiumot adott a városnak.
A harmincéves háború alatt a város sokat szenvedett. Hirschberget mindkét fél csapatai ostromolták, nagy sarcot fizetett és egy 1634-es ostrom alatt ismét leégett. Két további ostromot szenvedett 1640-ben és 1641-ben. Néhány évre volt szükség, hogy a város magához térhessen. Az újabb fellendülés egyik tényezője egy kereskedő társaság alapítása volt 1658-ban, mely megalapozta Hirschberg helyzetét a vászon- és fátyolkereskedelem területén Sziléziában a 17. és 18. század folyamán.
Az ellenreformáció alatt a protestánsokat elnyomták, de enyhülést hozott a második altranstädti béke, melynek értelmében a protestánsok felépíthették közösségük központját és templomukat a középkori városfalakon kívül. A kereskedő társaság jelentős áldozata tette lehetővé, hogy felépüljön a templom, melyet a stockholmi Katarina kirka ihletett. A templom temetője, melybe a legtöbb kereskedőcsalád temetkezett nagyrészt elpusztult a II. világháború alatt.
A sziléziai háborúk folyamán Hirschberget a Porosz királyság annektálta. Ekkor a város ismét részben romba dőlt, hadisarcot kellett fizetnie és többször megszállták. Az Ausztriától való elszakadás és a környező hegyeken át húzódó új határ szétdúlta gazdaságát, mivel a kereskedők vevőik nagy részét elvesztették. Bár Poroszország erőfeszítéseket tett a gazdaság fellendítésére, mégsem érték el sikert és végleg elvesztették korábbi pozícióikat az ipari forradalom alatt.
1871-ben a város a Német Birodalom részévé vált a porosz vezetés alatt létrejött német egység eredményeképpen. A Deutsche Riesengebirgsverein (Német Óriás-hegység Egyesület), mely az Óriás-hegység környezetének védelmét és a turizmust támogatta, 1880-ban alakult meg. Ez volt Németország hetedik legrégibb turista egylete, később 18 000 taggal és 95 helyi szervezettel rendelkezett, volt szervezete Hamburgban és New Yorkban is. Megindult a tömeges turizmus az Óriás-hegységbe, ennek természetes bázisa Jelenia Góra lett. Ipari üzemek is épültek. A megnövekedett forgalom szükségessé tette a vasút megépítését is. Az első vonal Zgorzeleccel kötötte össze 1866-tól, majd megépült 1867-ben a vasútvonal Wrocław felé is.
A náci rezsim alatt a Hirschbergben működött a gross-roseni koncentrációs tábor egy altábora.
Az II. világháborúban a várost semmi károsodás nem érte és csak 1945. május 8-a után Németország kapitulációjakor foglalták el az oroszok. A háború után Hirschberget a potsdami egyezmény értelmében Jelenia Góra néven Lengyelországhoz csatolták. A német lakosságot a város elhagyására és nyugatra telepítésére kényszerítették, helyükbe lengyelek költöztek be. Már 1945-ben megnyílt a színház, működött a levéltár, fontolóra vették a múzeum megnyitását és sok új iskolában megkezdődött a tanítás. A háború után a lengyel hatóságok lebontották az óvárost. Ez a politika 1965-ig tartott, lerombolták a protestáns templom temetőjét is. Később a piactér épületeit újjáépítették, de sokkal egyszerűbb formában.

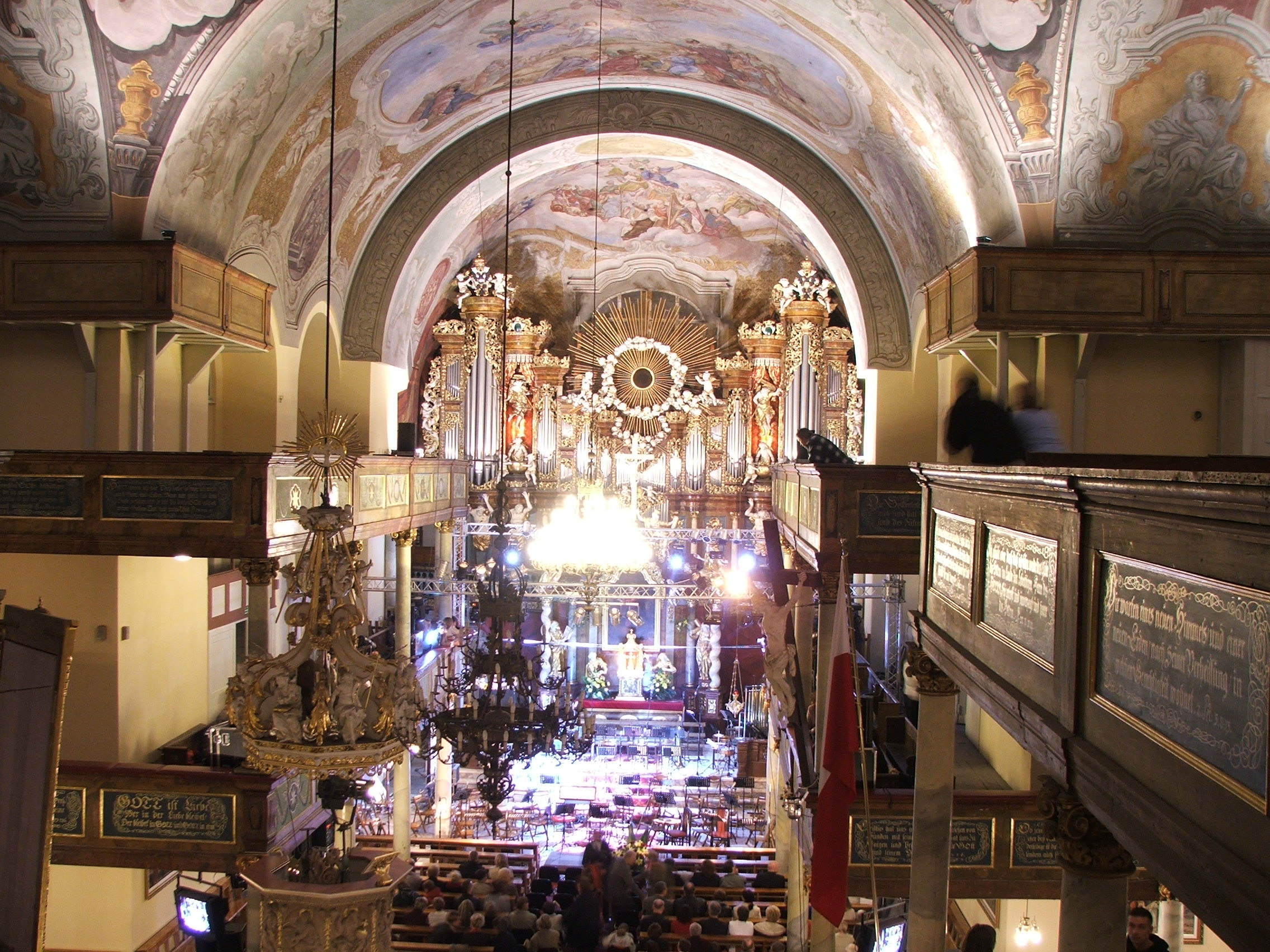
Szent kereszt templom

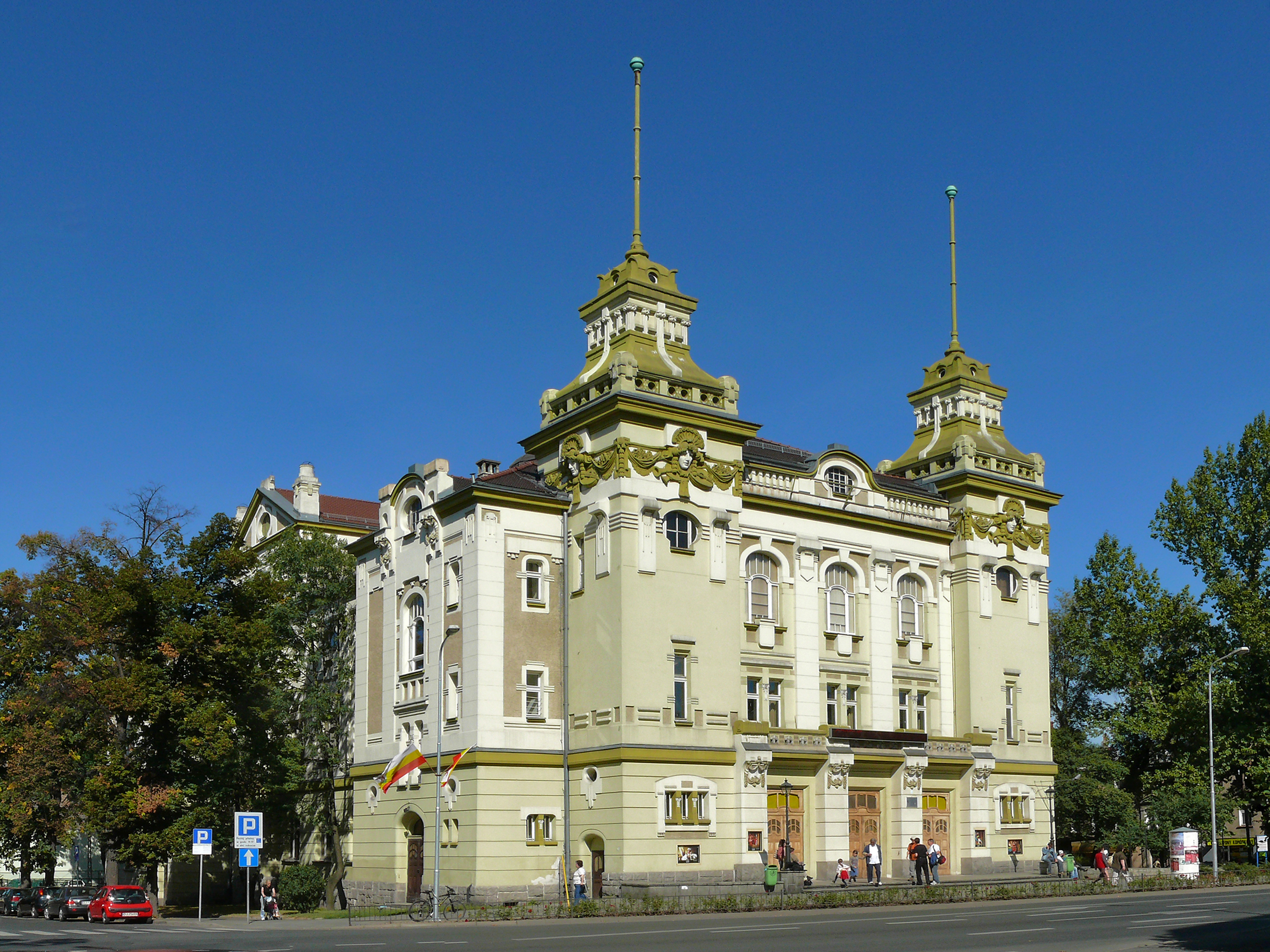
Cyprian Kamil Norwid színház

## Műemlékek
- Városháza: klasszicista épület 1747-49-ből.
- Szökőkút Neptun szobrával (barokk).
- A piactér rokokó-barokk házai a XVII-XVIII. századból. Alsó-Szilézia egyetlen megmaradt tere ebből az időből.
- Városfalak. Az első falakat valószínűleg a XIV. században építették. A falak magassága körülbelül 8 m, szélességük a fal tetején 1,5 m. Előtte szárazárok húzódott valamikor, a XVIII. század végétől kertként hasznosították. A falakon három kapu volt: Zamkowa, Wojanowska, és a Długa utcánál lévő kapu. Minden kapunál tornyot is építettek. A falakat a város növekedése és elavultságuk miatt 1862-ben lebontották, ma csak maradványai láthatók: a Zamkowa és a Grodzka bástya, valamint házak falába beépített részletek.
- Szent Anna kápolna. Középkori eredetű épület, 1514-ben teljesen átépítették.
- Szent Erazmus és Pankrác temploma. Ez a város legrégibb temploma, 1552-ben épült gót stílusban.
- Szent Kereszt templom. A város legnagyobb temploma, 4020 üléssel és ugyanennyi állóhellyel. 1709-1718-ban épült: XII. Károly svéd király kényszerítette az osztrák császárt, hogy engedélyezzen hat kegytemplom építését a protestánsok számára. 1957-től katolikus templom. Érdekessége, hogy az orgona az oltár mögött nyert elhelyezést.[26]
- Szent Péter és Pál görögkeleti temploma. 1737-38-ban épült. 1925-től a város átvette képtár céljára. Az ortodox plébánia 1948-tól használja.
- C.K. Norwid színház. Épült 1903-1904 között szecessziós stílusban. Nézőtere 550 fős, három erkéllyel. 1945-ben a németektől kapott lengyel területek első színháza itt nyílt meg.
- Állami levéltár. A legrégibb fennmaradt épület. A XVIII. század elején épült.
- Óriás-hegység múzeum (Muzeum Karkonoskie) 1912-14.

## Fordítás
- Ez a szócikk részben vagy egészben  a   Jelenia Góra című angol Wikipédia-szócikk fordításán alapul.  Az eredeti cikk szerkesztőit annak laptörténete sorolja fel. Ez a jelzés csupán a megfogalmazás eredetét és a szerzői jogokat jelzi, nem szolgál a cikkben szereplő információk forrásmegjelöléseként.
- Ez a szócikk részben vagy egészben  a   Jelenia Góra című lengyel Wikipédia-szócikk fordításán alapul.  Az eredeti cikk szerkesztőit annak laptörténete sorolja fel. Ez a jelzés csupán a megfogalmazás eredetét és a szerzői jogokat jelzi, nem szolgál a cikkben szereplő információk forrásmegjelöléseként.